# Szemere Bertalan
Szemerei Szemere Bertalan (de genere Huba) (Vatta, 1812. augusztus 27. – Buda, 1869. január 18.) magyar politikus, országgyűlési képviselő, író, jogtudós, az első felelős magyar kormány belügyminisztere, majd a Magyar Királyság második miniszterelnöke az 1848–49-es forradalom és szabadságharc alatt. A Magyar Tudományos Akadémia levelező tagja.

## Élete

### Fiatalsága
A Borsod vármegyei Vattán született elszegényedett, régi nemesi család harmadik gyermekeként. Apja, Szemere László őrnagy, anyja Karove Erzsébet volt. 
1820-ban a sárospataki református iskolában tanult, innen 1822-ben, főképp a német nyelv kedvéért a miskolci református iskolába helyezték át. Itt három évet töltött, a negyedikből nyolc hónapot otthon, és csak 1826 húsvétján ment a késmárki líceumba, ahol 1827-ig maradt. Ekkor ismét Sárospatakra tért vissza, és itt maradt 1832-ig. 
Hamar megmutatkozott költői érdeklődése. Művei fiatal kora ellenére megjelentek a Felső-magyarországi Minerva című folyóiratban. Korai írásain Kölcsey és Vörösmarty hatása érződik.

### A reformkorban

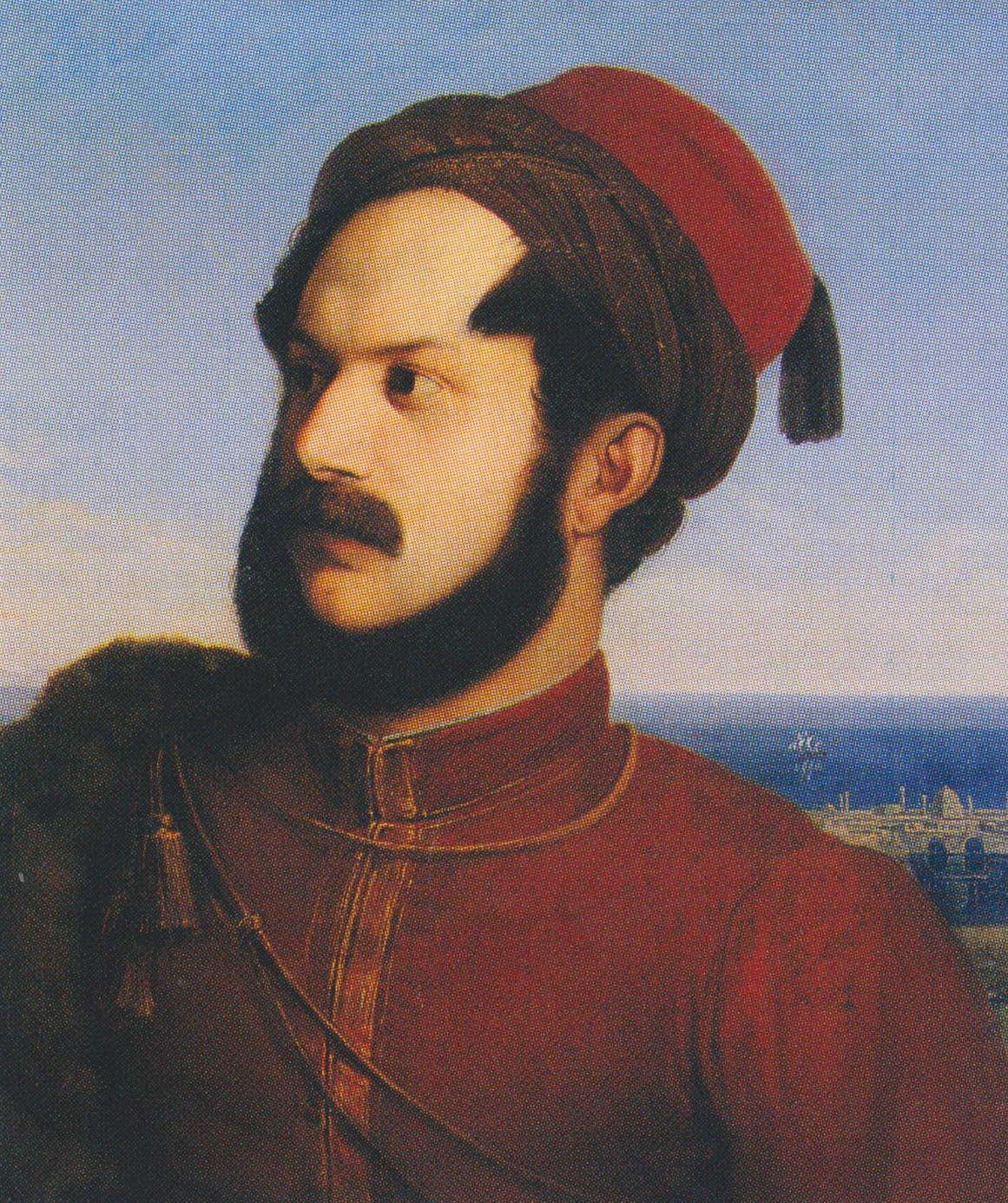
Szemere Bertalan

1832-ben jogászként diplomázott, a nyilvános vizsga végén a szokásos nyilvános búcsúvételt ő teljesítette először magyarul. Ezután Borsodban négy hónapig gyakornok volt, ekkor az országgyűlési ifjúság tagja lett, szabadelvű reformokat támogatva. Később mint királyi táblai jegyző és ügyvéd működött. 1832-től 1834-ig Pozsonyban lakott. 
Miután letette az ügyvédi vizsgáit, 1834 szeptemberében visszatért Borsodba, ahol decemberben tiszteletbeli aljegyzőnek választották, mely hivatalát 1836 tavaszáig viselte. Áprilisban az országgyűlés berekesztésén még jelen volt, májustól októberig Bécsben időzött, majd több rokona segítségével hosszabb külföldi körutazásra ment, több jelentős és fejlett várost meglátogatott (például Berlin, Amszterdam, Dublin, Lausanne), de Párizsban majdnem fél évet, Londonban pedig egy hónapot tartózkodott). Csehországon át beutazta Németország nagy részét, Franciaországot, Nagy-Britanniát és Írországot, Németalföldet, Belgiumot, a Rajna-vidéket, Svájcot, Bajorországot, és csak 1837 októberében tért vissza Bécsbe. Utazásai során szembesült azzal, hogy Magyarország a nyugathoz képest jóval elmaradottabb, és az országról kialakult külföldi kép mennyire hiányos és hibás. Úti élményeit és a külföldi demokratikus intézmények működéséről, felépítéséről esszéit színvonalas útinaplójában írta meg még Bécsben, és csak 1838. február elején tért haza. Bár a mű szerkesztett változata 1839-re elkészült, a cenzúra miatt a könyv kiadása egészen 1840-ig váratott magára. 
1838-tól Borsod megyei táblabíró, majd 1841-től az egri járás főszolgabírája. 1843-ban megyei országgyűlési követ Palóczy László mellett.  1846-tól Borsod megye másodalispánja. Az 1843-44-es országgyűlésen jegyzőként tevékenykedik, a felíratok, válaszok és a törvényjavaslatok megfogalmazásában megmutatja jogászi és írói képességét. 1847-ben a borsodi követválasztáson közfelkiáltással választják meg megyei követnek. az 1843-44-es és az 1847-48-as reform országgyűlésen az ellenzék egyik jelentős vezéralakjává vált (az utóbbin az Országgyűlés jegyzőjévé is választották). A megyében több politikai, civil és kulturális egyesület létrehozója, szervezője, illetve vezetője. Így elnöke a Miskolci Casinónak, a Védegylet helyi csoportjának, az Olvasókörnek, a leégett színház újjáépítésére alakult társaságnak. 
Szemere 1838 elejétől fogva felváltva hol Vattán, hol Pesten tartózkodott. 
Útinaplója, az Utazás külföldön meghozta számára a sikert, a Magyar Tudományos Akadémia 1840. szeptember 5-én levelező tagjává választotta, és a könyv második kiadására is sor került.

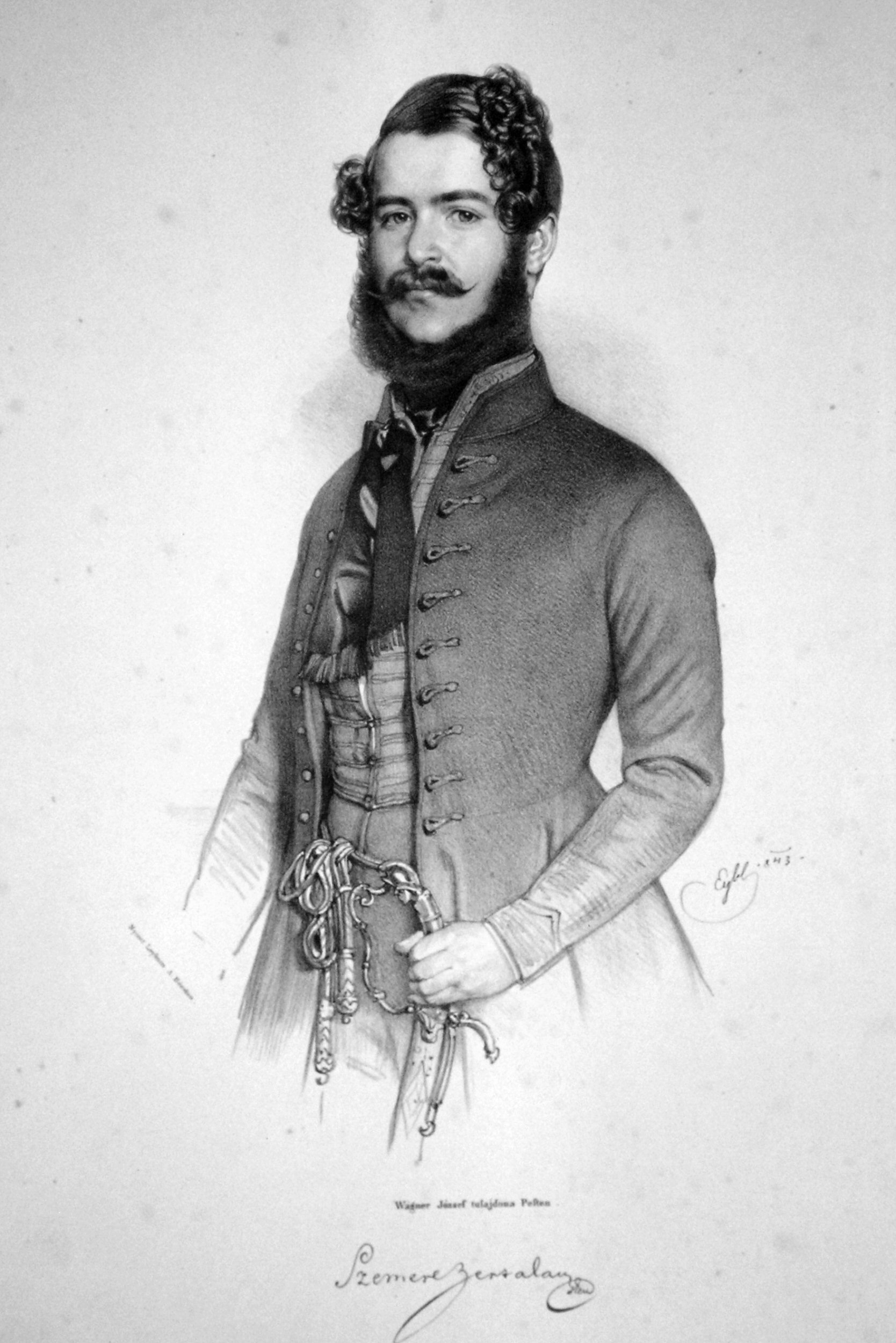
Szemere Bertalan

### Miniszter, kormánybiztos, miniszterelnök
Az 1848-as választáson Miskolc mezőváros országgyűlési képviselőjévé választották. Az alakuló Batthyány-kormányban belügyminiszter lett, s így az ő feladatai közé tartozott az új országgyűlés előkészítése is; őt magát három választókerületben is megválasztották, de a miskolci mandátumot fogadta el. Minisztersége alatt indult a kormány hivatalos lapja, a Közlöny. Az Országos Honvédelmi Bizottmányban az igazságügyért felelős pozíciót töltötte be. 1848 decemberében Felső-Magyarország kormánybiztosává nevezték ki, így Miskolcon részt vett a Franz von Schlik tábornok elől visszavonult felső-tiszai hadtest újjászervezésében. 1849. május 2-ától miniszterelnök és belügyminiszter Kossuth Lajos kormányzó mellett, egészen a kormány lemondásáig.

### A Szemere-kormány
Hivatalba lépésük után megszüntették a statáriumot, visszarendelték a kormánybiztosokat, továbbfejlesztették a jobbágyfelszabadítást. 1849. július 28-án elfogadták a nemzetiségi törvényt, amely szabad nyelvhasználatot engedélyezett a nemzetiségeknek a helyi közigazgatásban és az oktatásban. Céljuk ezzel a nemzeti kisebbségek megnyerése volt a forradalom számára. 
A mi forradalmunknak három alapeszméje van. Az első eszme: a kormányformának megigazítása... Második eszme volt: az egyéni jogok biztosítása. El kellett törölni királyságokat, ki kellett mondani a jog- és kötelességbeli egyenlőséget … A harmadik nagy alapeszme a nemzetiségek és népiségek szabad kifejlődése. Engedtessék meg minden népeknek a nemzet szabad kifejlődése. A nemzetiség nem cél, hanem eszköze a szabadságnak, mint a szabadság sem cél, hanem eszköze az emberi és polgári tökéletesedésnek! – És e kifejlődés semmi más tekintet által ne korlátoltatnék, mint a státusegység fenntartásának és a célszerű, gyors, pontos közigazgatás lehetőségének tekintete által.

### Emigrációban
A végveszély napjaiban Batthyány Kázmér gróf akkori külügyminiszterrel ő ment az orosz sereg fővezéréhez kiegyezést kieszközölni, azonban nem járt sikerrel. Még jelen volt azon az augusztus 11-én megrendezett aradi minisztertanácsi ülésen, ahol Görgeyt diktátorrá nevezték ki, és innen még azelőtt távozott, hogy Kossuthnak bejelentette volna kormánya lemondását. 
Még részt vett az augusztus 11-i aradi minisztertanácsi ülésen, ahonnan még Kossuthnak a kormány lemondására vonatkozó bejelentése előtt távozott. A szabadságharc vezetői közül augusztus 24-én az utolsók között menekült.. 
A világosi fegyverletétel után a gondjaira bízott Szent Koronát és a koronázási ékszereket 1849. augusztus 23-án Orsova mellett, a Cserna torkolata alatt emelkedő Allion-hegy tövében, a Habsburg és az Oszmán Birodalom közötti senki földjén elásatta, amelyet később, 1853. szeptember 8-án egy román nemzetiségű magyar határőr, Ion Morosina talált meg. 

„…a ládát szekérre raktuk, és … kiválasztottunk a fűzesben, a Valachiába menő úttól balra (közel egy elhagyott fahíd helyéhez) egy helyet és fáradtságos munka után a koronaládát két fiatal fa közé a földbe beástuk. Biztosan jártunk el egészen. Egy a szekeret kihajtotta, addig a többi a vendéglőben, a hol szállva valánk, azokat foglalkoztatta, kiktől tartani lehetett. Félóra múlva kiment a másik. Utána a harmadik. Végre én, ki cselédeimet az alatt szemeim előtt foglalkoztattam. A fűzes az elrejtésre igen alkalmas volt, mert a mindenféle vad komló és növény körültünk egy sűrű sátort vont, s hasonló folyó-növényekkel a fűzes tele levén, a hozzánk közeledést e körülmény lehetetlenné tette. Azonban nem mulasztottunk el váltva őrködni. Miután a munkát elvégeztük, a víz által járni szokott földön gazdagon található növény- és faághulladékot gondosan összehordtuk, vele a földet behintettük, úgy hogy azon pontot a többi pontoktól megkülönböztetni lehetetlen volt. Áldomásul fogadást tevénk e helyet fel nem fedezni mindaddig, míg vissza nem térünk, s míg a többiek általam erre fel nem hatalmaztatnak. Grimm, mint jó rajzoló, lerajzolta a tájt s nekem átadta a lapot.”

– Szemere Bertalan

„Bár szétszórtam volna inkább, hatalmamban állott, de azt gondoltam, ha alku tárgyául nem szolgálhat, egykor ha győztünk, mit bizonyosnak tartok, jó lesz a nemzeti múzeum számára”

– Szemere Bertalan 1853. szeptember-októberi naplóbejegyzésében, arra reagálva, hogy az osztrák rendőrség szeptember 8-án megtalálta a koronát

Ezután Vidinbe, majd Konstantinápolyon, Athénon és Törökországon át, álnévre kiállított útlevelekkel, Hajnik Pál társaságában, akivel Görögország klasszikus földjét bejárta, tengeri úton Párizsba ment, ahol aztán sok akadály és egy évi várakozás után családjával egyesülve, több évig lakott szerény anyagi körülmények között. Az angol és a francia kormányhoz az osztrák törekvések ellen intézett felvilágosító emlékiratai és hírlapok útján dolgozott a magyar ügy érdekében. 
1851-ben távollétében (in contumaciam) halálra ítélték.
Kiterjedt levelezést folytatott, támogatta a kiegyezést, ezért szembekerült Kossuthtal. A magyar emigráció, majd a Politikai jellemrajzok című írásában nyíltan támadta a szabadságharc vezetőit, elsősorban Kossuth Lajost. Szakított a Kossuth által követett iránytól, melyet kárhoztatott, és az 1859-es Pesti Hírnökben melegen ajánlotta az év október 20-ai császári kiadványok elfogadását, a jövőbeni fejlődés alapjául. 1862-ben pedig erősen kikelt a volt kormányzó által megpendített konföderáció terve ellen. 
Emigrációban töltött évei alatt megírta Utazás keleten című útirajzát is.
Még inkább elkeserítették otthoni bajai, anyagi küzdelmei. Neje vagyonának megmentett részéből élt a család, és hogy ahhoz maga is hozzájáruljon, többféle irodalmi kiadványt tervezett. Előkészületeket tett az osztrák ház történetének megírására 1526-tól 1869-ig. Írt a nemzetiségi kérdésről is. Említést érdemel, hogy verseket is írt. 
Sok időt töltött Angliában, hogy mint közvetítő magyarországi bortermelők és angol vevők között kapcsolatot alakítson ki, hazája borkereskedését előmozdítva. Mindezzel alig tudott segíteni anyagi gondjain. Szerencsétlen üzleti vállalkozásba bocsátkozott, a Boldényi név alatt Párizsban lakó Szabó Pál is rászedte, neje vagyona nagy részét is elvesztette. Ez annyira megviselte, hogy 1862-ben a londoni kiállításon magyar biztosi minőségben töltött kilenc hónap után, kínos betegségbe, gyógyíthatatlan elmezavarba esett. Neje és befolyásos barátai amnesztiát eszközöltek ki számára, Szemere pedig 1865. január 24-én Pestre érkezett. A Batizfalvy gyógyintézetben helyezték el, és állapota folyvást rosszabbodott, dührohamai a Schwartzer-szanatóriumban csak súlyosbodtak. 
1869. január 18-án reggel 4 órakor hunyt el. Budán, a krisztinavárosi sírkertben temették el január 19-én délután, a református egyház szertartása szerint, de – végrendelete értelmében – 1871. május 1-jén Miskolcra szállították hamvait, és ott az avasi templom temetőjében helyezték örök nyugalomra.
A Magyar Tudományos Akadémián 1876-ban Horvát Boldizsár tartott fölötte emlékbeszédet.

## Házassága és gyermekei
1846 tavaszán vette feleségül pilisszántói Jurkovich Leopoldinát (1829–1865), pilisszántói Jurkovich Mátyás (1776–1847), magyar királyi udvar ügyvivő, táblabíró, és Comper Teréz lányát. A házasságukból hat gyermeke született, azonban csak három érte meg a felnőttkort.
- Szemere Mária Antónia Terézia (Bécs, 1847. január 25. – 1905 után).[9] Férje John Freeman.
- Szemere Clotild (Bécs, 1848. március 26. – Bécs, 1848. március 26.)[9]
- Szemere Teréz Ilona Leopoldina (Pest, 1850. március 21. – Pest, 1850. május)[9]
- Szemere Irén Hedvig (Párizs, 1852. június 18. – Párizs, 1854. április 1.)[9]
- Szemere Gizella Lipolda Berta Klára (Párizs, 1857–1914).[10] Férje fajkürthi és kolthai Kürthy Emil (1848–1920) újságíró, dédunokája Magyar Bálint színháztörténész, ükunokái Magyar Bálint politikus és Magyar Fruzsina dramaturg.
- Szemere Attila Móric Huba (Párizs, 1859–1905), országgyűlési képviselő.[11] Felesége Morawitz Henrietta.

## Emlékezete
- Miskolcon róla nevezték el a Szemere Bertalan utcát. Ózdon és Nyékládházán szintén utca viseli a nevét.
- Miskolcon a róla készült egész alakos szobrot, Róna József alkotását, a Szemere-kertben helyezték el.
- Szemere Bertalan az avasi református temetőben nyugszik, fia, Attila társaságában.
- Miskolcon a Miskolci Szakképzési Centrum Szemere Bertalan Szakgimnáziuma, Szakközépiskolája és Kollégiuma viseli a nevét.
- Dombóváron is áll Szemere Bertalan-emlékmű.
- Az országban számos iskolát neveztek el róla.

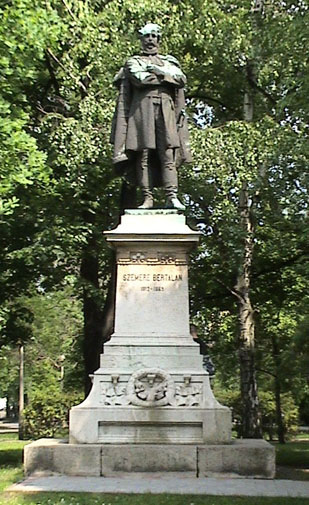
Szemere Bertalan 1906-ban állított szobra Miskolcon
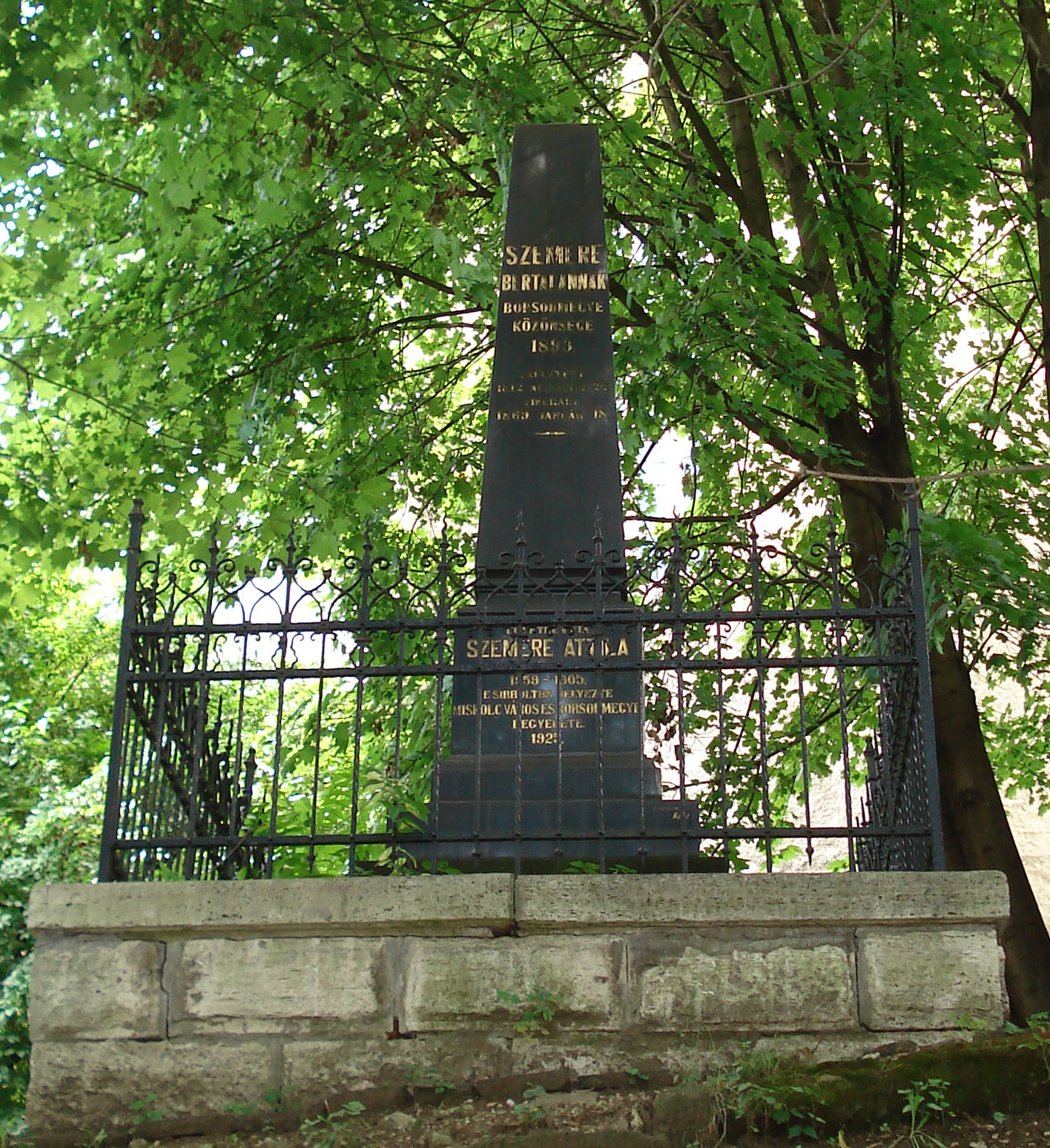
Szemere sírja az avasi református temetőben
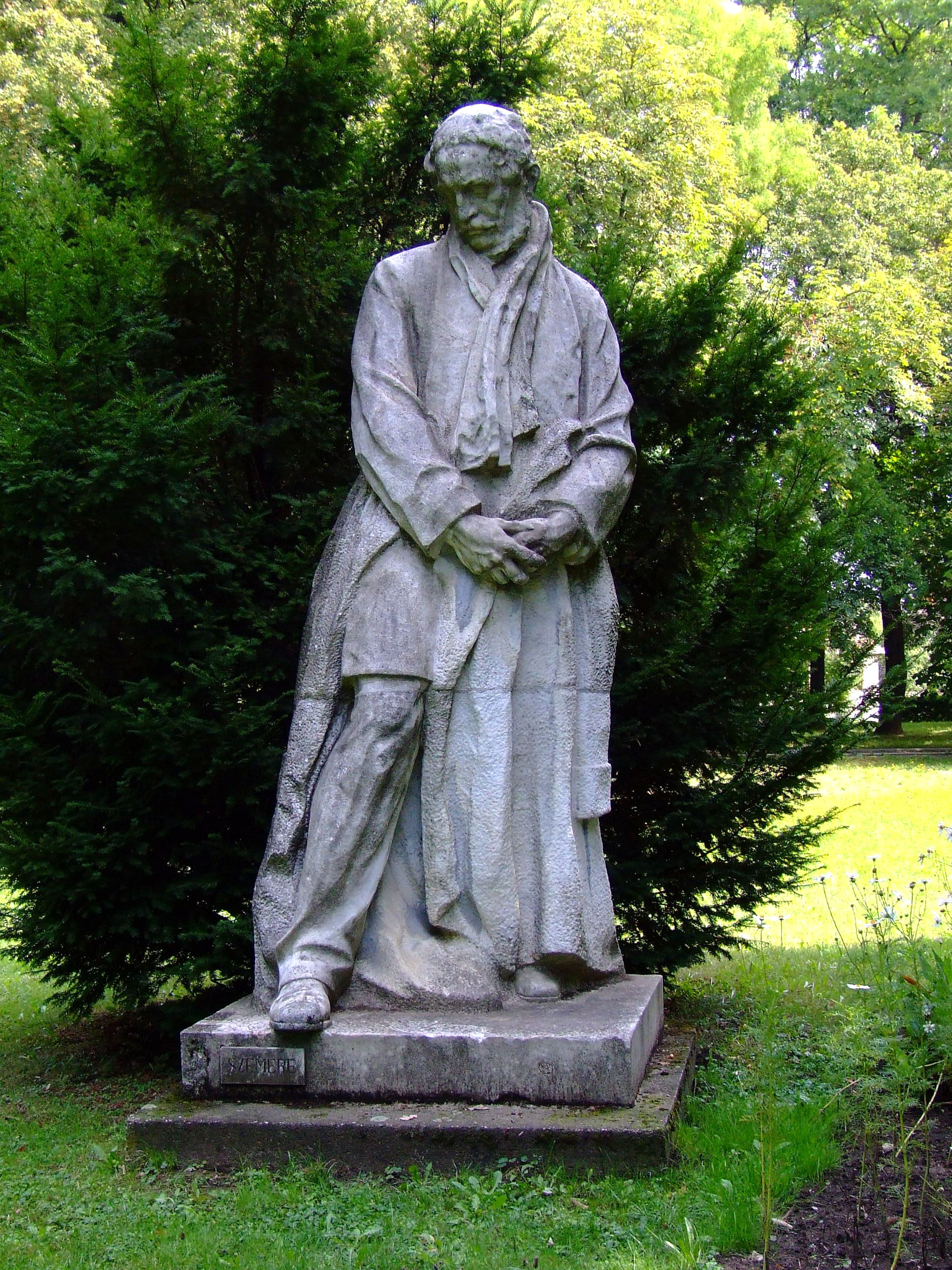
Szemere Bertalan-emlékmű Dombóváron

## Művei
- Terve egy építendő javító-fogháznak a magány-rendszer elvei szerint. Kassa: Werfer Ny., 1838. 64 p.
- Civilization in Hungary: seven answers to the seven letters. London : Trübner & Co., 1840., XII, 232 p.
- Szemere Bertalan' terve egy papi özvegy 's árva-tárról, és arrul: mikép lehet a' pap' sorsát biztositani a' reformátusoknál?; közli Molnár Antal; Trattner, Pest, 1840
- Utazás külföldön; Magyar Királyi Egyetem betű, Buda, 1840
  - 1. kötet: Németföld, Franczország1840 [8], 297, [3] p.
  - 2. kötet: N. Britannia s Irland, Németalföld, Belgium, Rajnavidék, Helvétzia 1840 [2], 325, [4] p.
- A büntetésről s különösebben a halálbüntetésről. Koszorúzott pályamunka; Buda, 1841
- Utazás külföldön, 1-2.; 2. bőv. kiad.; Geibel Károly, Pest, 1845
- Szemere Bertalan követjelentesi beszéde: Miskolcz, 1845, januar’ 9ikén. Miklósvár : Hermány Károly és társánál, 1847., 60 p.
- Graf Ludwig Batthyány, Arthur Görgei, Ludwig Kossuth: politische Charakterskizzen aus dem ungarischen Freiheitskriege. Hamburg : Hoffmann & Campe, 1853.
  - 1. Abt. Graf Ludwig Batthyány 1853 110 p.
  - Abt. Arthur Görgei 1853 151 p.
  - Abt. Ludwig Kossuth 1853 159 p.
- Lombok és töviskék. Forradalmi jellemképek; s.n., Paris, 1854
- Bartholomew de Szemere: Hungary from 1848 to 1860; Bentley, London, 1860., 269 p.
- Barthélemy de Szemere: La question Hongroise, 1848–1860; E. Dentu, Paris, 1860., 164 p.
- Naplóm. Száműzetésében írta Szemere Bertalan, 1-2.; Ráth, Pest, 1869.
  - 1. kötet: 1869., VI, 352 p.
  - 2. kötet: 1869. 365 p.
- Szemere Bertalan összegyüjtött munkái. Pest, 1869
- Utazás Keleten a világosi napok után, 1-2.; Ráth, Pest, 1870
- Szépirodalmi dolgozatok és szónoklatok: a forradalom előtt és után. Pest : Ráth M., 1870., 307 p.
- Levelek: 1849-1862. Pest : Ráth M., 1870., 310 p.
- Utazás Keleten a világosi napok után. Pest : Ráth Mór, 1870.
  - 1. köt. 1870 327 p. Szemere Bertalan összegyűjtött munkái ; 3.
  - 2. köt. 1870 278 p. Szemere Bertalan összegyűjtött munkái ; 4.
- Szemere Bertalan miniszterelnök emlékiratai az 1848/49-i magyar kormányzat nemzetiségi politikájáról. Budapest : Cserépfalvi, 1941., 135 p.
- Utazás külföldön. Válogatás Szemere Bertalan nyugat-európai útinaplójából; vál., szerk., sajtó alá rend., jegyz., utószó Steinert Ágota, tan. Sőtér István; Helikon, Bp., 1983
- Politikai jellemrajzok a magyar szabadságharcból Gróf Batthyány Lajos, Görgei Artúr, Kossuth Lajos / Okmánytár; sajtó alá rend., bev., okmánytár, jegyz., mutatók Hermann Róbert és Pelyach István, német és angol szövegrészek, iratford. Kurucz György; Szépirodalmi, Bp., 1990
- A büntetésről s különösebben a halálbüntetésről; sajtó alá rend., utószó, jegyz. Sajó András; Skíz, Bp., 1991
- Szemere Bertalan; vál., bev., jegyz. Hermann Róbert; Új Mandátum, Bp., 1998 (Magyar szabadelvűek)
- Szemere Bertalan leveleskönyve, 1849–1865; vál., szöveggond., utószó, jegyz., mutatók Albert Gábor, ford. Frank Tibor et al.; Balassi, Bp., 1999
- Utazás Keleten a világosi napok után; utószó Magyar Bálint, szöveggond. Steinert Ágota; Terebess, Bp., 1999
- Napló, 1849–1861; sajtó alá rend., bev., jegyz. Albert Gábor; Felsőmagyarország–Bíbor, Miskolc, 2005

## Érdekességek
- Takács Tibor: Csalánruha c. regényének egyik főhőse, Takács Tibor a korona elásásától az emigrációs lét nehézségeiig tárgyalja az eseményeket Szemere körül. – Budapest, Móra Kiadó, 1981 – ISBN 963112584X